# عملیات ثابت‌قدم
عملیات ثابت‌قدم (به انگلیسی: Operation Staunch) یک قانون سیاسی است که در بهار سال۱۹۸۳ میلادی توسط وزارت امورخارجه ایالات متحده آمریکا به اجرا درآمد و هدف از آن ممنوعیت قاچاق سلاح‌های ساخت آمریکا به ایران بود. این قانون تا امروز پابرجاست و تنها کشورهایی که هم پیمان آمریکا نیستند به ایران سلاح‌های آمریکایی را می‌فروشند.

## پیشینه
دولت ایالات متحده بعد از جریان تصرف سفارت آمریکا توسط نیروهای انقلاب، تحریم‌هایی را علیه دولت جدید ایران برقرار کرده بود. بعد از آزادی گروگان‌ها و تحویل آن‌ها به دولت ایالات متحده، رونالد ریگان در همان روز(۲۰ ژانویه ۱۹۸۱)این تحریمها را لغو کرد، اما روابط دیپلماتیک دو کشور هرگز پیشرفت نکرد. رونالد ریگان نیز مدتی بعد فروش مستقیم سلاح‌های آمریکایی به ایران را ممنوع کرد.
با شروع جنگ ایران و عراق تقاضا برای خرید سلاح‌های آمریکایی بالا گرفت. بازرگانان و دولت‌های زیادی در سراسر جهان وجود داشتند که با هدف دستیابی به سود کلان بدون هیچ ترسی اقدام به فروش سلاح به کشورهای ایران یا عراق یا هردو نمودند.
وزارت امور خارجه آمریکا نیز در صدد عکس‌العمل به وقایع جاری برآمد و ریچارد فیربنکس را که از دیپلمات‌های سرشناس وزارت امورخارجه آمریکا بود به منطقه اعزام داشت. وی سفرهایی به کشورهای عرب منطقه، کره جنوبی، ایتالیا و پرتغال انجام داد و در سفرهایش توانست مقامات برخی از این کشورها را به بهانه اینکه ایران حامی تروریست است، راضی کند که به ایران سلاح نفروشند.